# Winnemucca
Winnemucca is een plaats (city) in de Amerikaanse staat Nevada, en valt bestuurlijk gezien onder Humboldt County.

## Demografie
Bij de volkstelling in 2000 werd het aantal inwoners vastgesteld op 7174.
In 2006 is het aantal inwoners door het United States Census Bureau geschat op 7934, een stijging van 760 (10,6%).

## Geografie
Volgens het United States Census Bureau beslaat de plaats een oppervlakte van
21,4 km², geheel bestaande uit land.

## Plaatsen in de nabije omgeving
De onderstaande figuur toont nabijgelegen plaatsen in een straal van 108 km rond Winnemucca.